# Jakiri
Jakiri est une commune du Cameroun située dans la région du Nord-Ouest et le département du Bui.

## Population
Lors du recensement de 2005, la commune comptait 47 022 habitants, dont 9 959 pour Jakiri Ville.

## Structure administrative de la commune
Outre la ville de Jakiri proprement dite, la commune comprend les villages suivants  :
- Ber
- Kiluun-Shiy
- Kimar
- Kinsenjam
- Kwanso
- Limbo
- Mbokam
- Mbokija
- Mensai
- Nkar
- Nkarkui
- Nkartsen
- Nooy
- Ntotti
- Ntseimbang
- Ntur
- Roontong
- Sop
- Tan
- Vekovi
- Wainamah
- Wasi
- Wvem
- Yer

## Faits divers
C'est sur le territoire de cette localité que s'est écrasé en 1987 l'avion qui ramenait l'homme politique Michel Baroin de Brazzaville à Paris.

## Personnalités liées
- Wirba Joseph, homme politique, y est né en 1960